# Xkcd

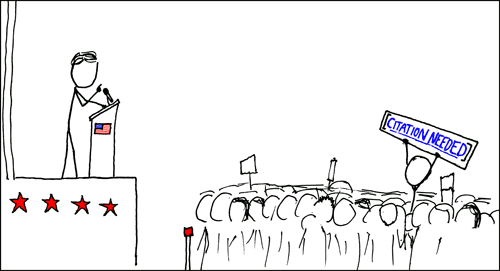
[http://xkcd.com/285/ "Wikipedian Protester"

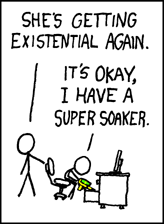

xkcd é um webcomic (tirinha ou banda desenhada online) criado por Randall Munroe. Munroe é estadunidense, natural de Chesterfield, Virginia (atualmente vive em Somerville, Massachusetts).  Trabalhou na NASA até abandonar sua profissão para dedicar-se ao webcomic integralmente.
O xkcd autodenomina-se "um webcomic de romance, sarcasmo, matemática e linguagem" (a webcomic of romance, sarcasm, math and language): os temas vão de declarações sobre a vida e o amor a brincadeiras internas de ciência ou matemática. Alguns são de um humor simples ou com referências a cultura pop. Apesar de o estilo dos desenhos ser muito simples e os personagens serem usualmente desenhados como homens palitos, às vezes se mostram paisagens características, intricados padrões matemáticos como fractais ou imitações de estilo de outros desenhistas (como na "semana da paródia").
A tira está disponível sob licença Creative Commons Atribuição-NonCommercial 2,5 License.
As novas tiras aparecem na segunda-feira, quarta-feira e sexta-feira à meia-noite. Às vezes se atualiza com mais frequência para ocasiões especiais.

## História
A tira começou em setembro de 2005 quando Munroe decidiu escanear os rabiscos que havia feito em seus livros do colégio e colocá-los em sua página web. Finalmente o comic se mudou para sua própria web, onde Munroe começou a vender camisetas baseadas na comic. Atualmente Munroe está trabalhando na comic em tempo integral, fazendo de xkcd um comic auto-suficiente.
xkcd não é um acrônimo, e Munroe não dá nenhum significado ao nome, exceto com uma piada dentro da comic. Ele afirma que em princípio xkcd fui um screen name que selecionou como uma combinação de letras que não significassem nada, inconfundível e foneticamente impronunciável.
Em 23 de setembro de 2007, centenas de pessoas se encontraram nas coordenadas mencionadas em  uma das tiras. Os fãs se reuniram em um parque em North Cambridge, Massachusetts, onde o autor das tiras apareceu.

## A vida imitando xkcd

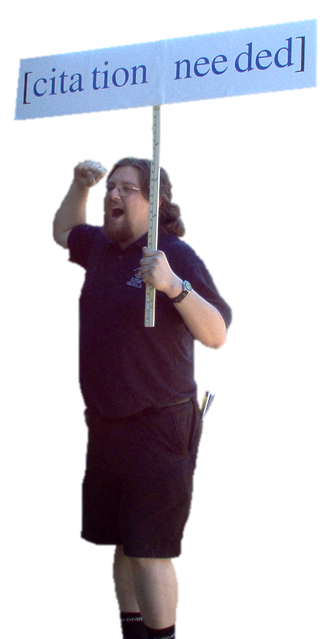
"Wikipedian Protester" em Cambridge, 23 September 2007

Em várias ocasiões, fãs têm sido motivados pelos comics de Munroe a levar a cabo, na vida real, alguns temas de algumas das tiras. Alguns exemplos notáveis são:
- Richard Stallman é "atacado" por estudantes vestidos de ninjas que logo lhe fazem entrega de uma katana antes de uma conversa na Yale Political Union. Inspirado por Open Source.
- Quando Cory Doctorow ganhou o prêmio 2007 EFF Pioner Award, os apresentadores lhe deram uma capa vermelha, óculos e um globo. Inspirado por Blagofaire.
- Uns leitores de xkcd colando um tabuleiro de xadrez em uma montanha russa. Inspirado por Chess photo.
- Um leitor de xkcd criou um programa que deixa uma "nota amorosa no MBR". Inspirado em Fight